# Pine Plains (hrabstwo Dutchess)
Pine Plains – jednostka osadnicza w Stanach Zjednoczonych, w stanie Nowy Jork, w hrabstwie Dutchess.